# Gola Gorropu

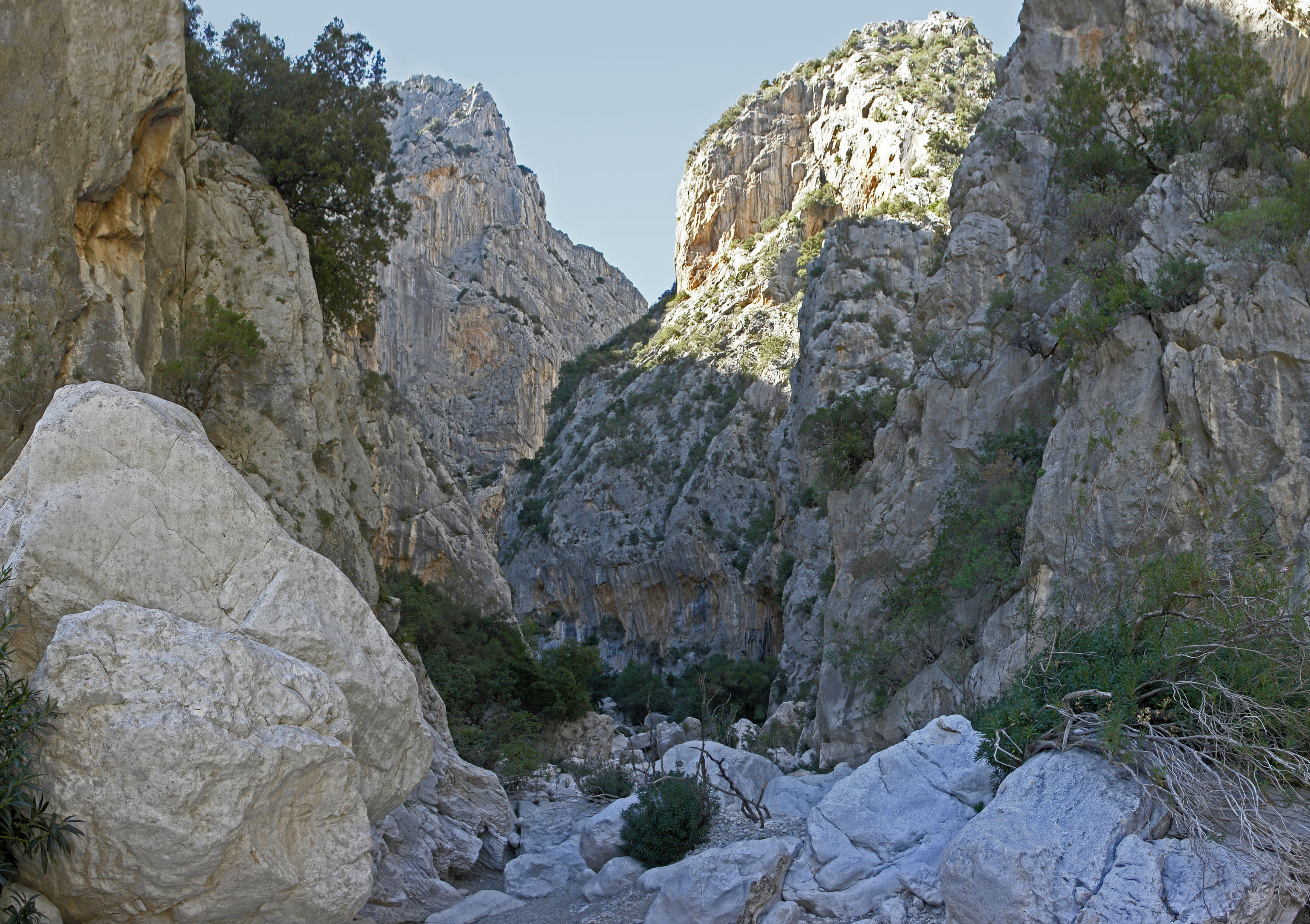
Gola di Gorropu

Die Gola Gorropu (sardisch auch Gorropu, italienisch Gola di Gorropu) ist eine Schlucht im Supramonte-Gebirge der Insel Sardinien in den Gemeinden Urzulei und Orgosolo in der Provinz Nuoro. Mit bis zu 500 Meter hohen Wänden ist sie eine der tiefsten Schluchten Europas. Die Kalkgesteinausformung der Schlucht wurde von den Wassermengen des Flusses Riu Fiumineddu geprägt.

## Beschreibung
Der Eingang der Schlucht liegt ca. 18 km südlich von Dorgali und ist auf einem kurvenreichen Fahrweg zu erreichen, der von der SS 125 abzweigt und in den Talgrund der Valle di Oddeone hinabführt. Mit dem Auto lassen sich gute 11 km überwinden, die restlichen 7 km muss man zu Fuß in ca. 1,5 Stunden dem Lauf des Riu Flumineddu entlang folgen. Der Weg ist abwechslungsreich und führt teilweise durch Wälder, die eine angenehme Abkühlung bei sengender Hitze bieten.  

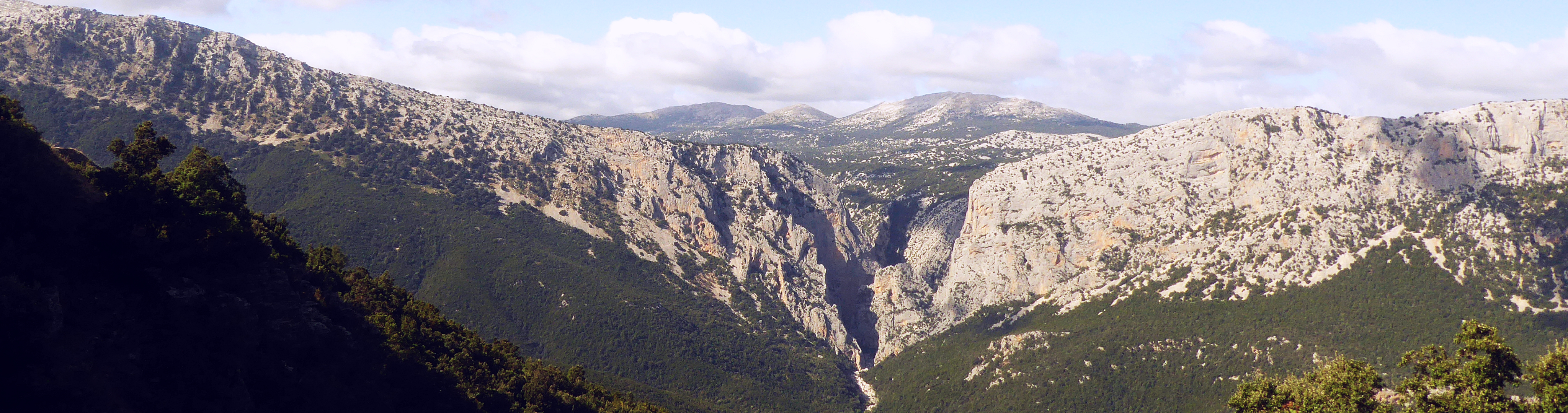
Gola di Gorropu im Supramonte-Gebirge von Sardinien

Die eindrucksvolle Schlucht wird von überwiegend senkrechten und in Teilen sogar überhängenden Kalksteinwänden gebildet und bietet eine reiche Flora und Fauna. Im Sommer ist der Ort mit den vielen Steineichen und dem stetigen Wind angenehm kühl und bietet zahlreichen Vögeln Nistplätze. Im Becken der Schlucht finden sich Geröll und gewaltige Gesteinsbrocken. In kleineren Becken sammelt sich Wasser.
In der Nähe liegen die größte Doline Su Suercone und die tiefste Karsthöhle Sardiniens Su Sterru.